# Доріан Грей (фільм)
«Доріан Грей», або «Доріан Ґрей» (англ. Dorian Gray) — британський фільм, екранізація твору Оскара Вайлда «Портрет Доріана Ґрея», який презентували 9 вересня 2009 року.

## Сюжет
Фільм починається з того, як молодий та наївний Доріан Ґрей приїздить до вікторіанського Лондона, де від померлого діда йому залишився спадок. Там він знайомиться з лордом Генрі Воттоном (Колін Ферт). Художник Безіл Голворд малює портрет Ґрея. Робота виходить дивовижно вдалою, її хвалять усі. Ґрей сам впевнюється в тому, що він дивовижно гарний. Генрі питає, чи віддав би юнак душу за те, щоб навіки зберегти молодість і привабливість. І Доріан відповідає, що віддав би.
Генрі демонструє хлопцеві всі втіхи міста, що Доріану здається негідним. Ґрей знайомиться з молодою акторкою (Сибіл Вейн), починає зустрічатися з нею. Сибіл обережно ставиться до хлопця, не вірить його словам, проте він вмовляє дівчину залишитися з ним на ніч.
Після цього закоханий Доріан заявляє про одруження. Генрі тим часом дізнається, що його подруга вагітна, і переконує Доріана, щоб той не поспішав одружуватися — він має отримати від життя все.
Доріан у всьому починає слухатися Генрі, тому змінює своє ставлення до Сибіли. Дівчина благає його повернутися, проте Грей лишає її. Наступного дня до Грея приходить брат Сибіли Джим. Він повідомляє Доріанові, що Сибіла покінчила життя самогубством — її тіло знайшли в ріці. Дівчина носила дитину Доріана, і не змогла пережити того, що він її залишив. Для Доріана це стало справжнім горем, що навіть наклало гіркі риси на його прекрасне обличчя. Проте Генрі переконує його, що Сибіла — помилка його життя, що це просто досвід, який хлопець набув. І на ранок Доріан забуває про померлу.
Раптом Доріан помічає, що загострені риси і зморшки з його обличчя зникають, натомість вони з'являються на його портреті. Так Грей дізнався, що він зможе зберегти свою молодість і красу: час буде відбиватися тільки на картині. Доріан заховав портрет на горищі.
Він починає жити гультяйним життям разом із Генрі: проводить дні й ночі з жінками, багато палить та п'є.
Тим часом у Парижі має відбутися виставка Безіла Голворда, і той просить Доріана, щоб він дав йому свій портрет для цієї події — він стане головним експонатом. Проте Доріан не може цього дозволити. Художник хоче дізнатися причину відмови. І тоді Доріан змушений вбити Безіла, щоб зберегти свою таємницю. Труп Безіла він кидає в річку.
Після цього Доріан вирушає у подорож світом. Він просить друга здійснити подорож разом із ним, проте у Генрі має з'явитися дитина.
Проходить багато років, Генрі перестав отримувати листи від Доріана, дочка Воттона виросла. І тут Доріан Ґрей повертається до Лондона: всі його знайомі стали старими, а Доріан так і залишився двадцятилітнім на вигляд.
Доріан натрапляє на кладовище, де похована Сибіла — його перше кохання. Він шкодує, що змарнував її життя. Доріана починає переслідувати брат Сибіли, що досі хоче помститися вбивцеві. Проте Доріану вдається втекти від помсти — брат Сибіли помирає в метро.
Доріан змінює свою думку про молодість. Він розуміє, якою жахливою людиною він є. Його розпочинають переслідувати галюцинації. Він намагається знайти порятунок у священика, проте той не може зрозуміти Доріана.
Грей закохується в доньку Генрі — Емілі. Він намагається розповісти їй про своє життя. Батько Емілі, звісно ж, виступає проти їхніх відносин: він знає, скільки людей згубив Доріан. Та Емілі вирішує сама за себе.
Генрі робить дублікат ключа від горища, де знаходиться портрет Доріана. Коли Доріан та Емілі готуються до від'їзду, щоб почати нове життя на новому місці, Генрі вирушає до будинку Доріана, щоб побачити портрет. Доріан здогадується про це, наздоганяє товариша. Він каже Генрі, що йому не варто бачити портрет. Потім звинувачує Воттона в тому, що це він перетворив юнака на чудовисько, яким Доріан є тепер. Генрі зриває завісу з портрета, і бачить там гнилого старого. Тоді він закриває на горищі Доріана з його портретом, підпалює будинок. Доріан залишається сам на сам зі своєю душею, що знаходиться в портреті. І Ґрей вбиває зображення на портреті, після чого перетворюється на нього і помирає в полум'ї.
Емілі не пробачає батькові те, що той вбив її коханого.
В останній сцені фільму Генрі дивиться на портрет Доріана, що вцілів: там він залишився молодим і гарним.

## У головних ролях
- Бен Барнс — Доріан Грей
- Колін Ферт — лорд Генрі Воттон (його друг)
- Ребекка Голл — Емілі Воттон (донька Генрі)
- Бен Чаплін — Бейзіл Голвард (художник, автор портрета)
- Емілія Фокс — Вікторія, дружина Генрі
- Рейчел Гард-Вуд — Сибіла Вейн (перше кохання Доріана)
- Фіона Шоу — Агата